# Сент-Винсент и Гренадины на летних Олимпийских играх 2008
Сент-Винсент и Гренадины приняли участие в летних Олимпийских играх 2008 года, отправив в Пекин двух спортсмена в одном виде спорта — лёгкой атлетике. По итогам игр спортсмены из Сент-Винсента и Гренадинов не завоевали ни одной олимпийской медали. Выступление Сент-Винсента и Гренадин в Пекине стало шестым подряд с момента их дебюта на Олимпийских играх 1988 года в Сеуле, Южная Корея. На играх присутствовала самая маленькая делегация на сегодняшний день. На церемонии открытия знаменосцем был Кинеке Александр.

## Лёгкая атлетика
| Спортсмен        | Дисциплина      | Раунд 1   | Раунд 1 | Раунд 2   | Раунд 2   | Полуфинал | Полуфинал | Финал     | Финал     |
| Спортсмен        | Дисциплина      | Результат | Место   | Результат | Место     | Результат | Место     | Результат | Место     |
| ---------------- | --------------- | --------- | ------- | --------- | --------- | --------- | --------- | --------- | --------- |
| Джаред Льюис     | Мужчины — 100 м | 11.00     | 7       | не прошёл | не прошёл | не прошёл | не прошёл | не прошёл | не прошёл |
| Кинеке Александр | Женщины — 400 м | 52.87     | 4       |           |           | не прошла | не прошла | не прошла | не прошла |